# Pernille Jessing Larsen
Pernille Jessing Larsen (født 6. marts 1992) er en dansk elitesvømmer, som til daglig svømmer i West Swim Esbjerg. Hun har tidligere svømmet i Århus-klubben AGF. Hendes speciale er rygcrawl, hvor hun er indehaver af de danske rekorder i 200 m ryg på både kort- og langbane.
Pernille Larsen deltog ved VM i svømning 2009, hvor hun svømmede semifinaler i 100 og 200 m ryg, og opnåede henholdsvis en 16. og en 11. plads.
Ved EM på kortbane i Istanbul, december 2009, opnåede Pernille Larsen sin første individuelle seniormedalje, da hun vandt bronze i 200 m ryg.
| Svømmer | Spire Denne biografi om en svømmer er en spire som bør udbygges. Du er velkommen til at hjælpe Wikipedia ved at udvide den. |

|  | Artiklen om Pernille Jessing Larsen kan blive bedre, hvis der indsættes et (bedre) billede Du kan hjælpe ved at afsøge Wikimedia Commons for et passende billede eller uploade et godt billede til Wikimedia Commons iht. de tilladte licenser og indsætte det i artiklen. |